# 邱于承
（2002年3月27日—），台灣演員。

## 電影、戲劇作品
- 2011 公視人生劇展 - 《六局下半》
- 2012 公視人生劇展 - 《空氣男的告白》
- 2013 《瑪德二號》
- 2013 公視人生劇展 - 《我愛陳金鋒》
- 2013 《幸福蒲公英》

## 參加節目
- 2019.07.18《麻辣天后傳》
- 2012.11.14《大小姐進化論》
- 2012.10.19 《康熙來了》- 網路紅人
- 2011.10.24 《幸福相談所》
- 2011.04.16 《你猜你猜你猜猜猜》
- 2011.04.12 《王牌大賤諜》
- 2011.04.07《娛樂百分百》
- 2011.02.01 《康熙來了》 - 小年夜之漢典又當家
- 2010.12.31 《小孩很忙》
- 2010.10.03 《鑽石夜總會》- PK彩紅時代
- 2010.09.25《 綜藝大國民》 - 哈囉國民小學
- 2010.09.14《 壹級娛樂》 - Voguing創意舞蹈大賽特輯
- 2010.09.09《 麻辣天后宮》 - PK港媽
- 2010.09.07《 康熙來了》- 小孩當家
- 2010.09.04《 綜藝大哥大》
- 2010.08.31《 壹級娛樂》 - 壹電視專訪
- 2010.05.15《 綜藝大哥大》

## 影片作品
- 2012.10.10 PSY - Gangnam Style
- 2012.10.05 蔡依林 - Dr. Jolin
- 2012.09.12 蔡依林 - 大藝術家
- 2012.03.27 T-ARA - Roly Poly
- 2011.09.23 袁詠琳 - 陷阱Trap
- 2011.09.07 少女時代 - MR.TAXI
- 2011.02.28 Christina-Show Me How You Burlesque Clip (假髮版)
- 2011.02.14 Christina-Show Me How You Burlesque Clip
- 2010.12.01 蔡依林 - 黑髮尤物
- 2010.09.14 蔡依林 - 七上八下
- 2010.08.24 蔡依林 - 美人計
- 2010.07.30 T-ARA - Bo Peep Bo Peep
- 2010.04.04 少女時代 - OH!
- 2010.02.02 王心凌 - Happy Loving
- 2009.12.30 王心凌 - 心電心
- 2009.11.14 wonder girls - tell me
- 2009.10.28 wonder girls - nobody
- 2009.10.06 蔡依林 - 花蝴蝶
- 2009.10.02 少女時代 - Gee

## 獎項記錄
- 2012.10.28 蔡依林 大藝術家超精準模仿大賽 造型舞蹈組第三名
- 2011第46届 台灣電視金鐘獎迷你劇集/電視電影男配角獎入圍- 6局下半
- 2010.9.11 蔡依林 美人計Voguing創意舞蹈大賽 最佳創意獎

## 外部連結
- 的Facebook專頁
- 小胖弟反串模仿 紅到國外去 （页面存档备份，存于）